# Vic Groves
Vic Groves (n. Londres, 5 de noviembre de 1932 - Londres, 24 de enero de 2015) es un ex-futbolista británico que jugó en la demarcación de delantero y extremo principalmente para el Arsenal FC. Era el tío del también futbolista Perry Groves.

## Biografía
Empezó su carrera futbolística en el club de la non-league Leytonstone FC. En 1952 dejó el club para fichar por el Tottenham Hotspur, aunque aún no jugaba a un alto nivel. En 1953 se fue en calidad de cedido al Walthamstow Avenue, también de la non-league, hasta que finalmente en 1954 debutó como profesional con el Leyton Orient. Su temporada en el club llamó la atención del Arsenal FC, quien pagó 23.000 libras por él. Debutó con el equipo el 12 de noviembre de 1955 contra el Sheffield United, anotando además un gol. Aun así, no empezó a tener un puesto regular con el equipo hasta la temporada 1958/1959, debido a lesiones en la rodilla y espalda. En dicha temporada marcó diez goles, haciendo una dupla delantera junto a David Herd. En la temporada siguiente se pasó a la posición de extremo, donde jugó durante el resto de su carrera. Tras la salida de Dave Bowen, capitán del club, fue Groves quien empezó a encabezar la plantilla. Debido a sus actuaciones con el Arsenal, fue seleccionado por el Londres XI para jugar la Copa de Ferias 1955-58, donde perdió en la final contra el FC Barcelona. En la temporada 1961/1962 perdió su plaza de titular con el club, donde permaneció hasta 1964, momento en el que el Canterbury City FC se hizo con sus servicios para jugar en la Southern Football League, retirándose finalmente en 1965.

## Clubes
| Club                        | País       | Año         | Partidos | Goles |
| --------------------------- | ---------- | ----------- | -------- | ----- |
| Leytonstone FC              | Inglaterra | ¿? - 1952   | ¿?       | ¿?    |
| Tottenham Hotspur           | Inglaterra | 1952 - 1953 | 4        | 3     |
| Walthamstow Avenue (cedido) | Inglaterra | 1953 - 1954 | ¿?       | ¿?    |
| Leyton Orient               | Inglaterra | 1954 - 1955 | 42       | 24    |
| Arsenal FC                  | Inglaterra | 1955 - 1964 | 203      | 37    |
| Canterbury City FC          | Inglaterra | 1964 - 1965 | 9        | 0     |